# Катастрофа Boeing 727 в Кисангани
Авиакатастрофа в Демократической Республике Конго 8 июля 2011 года — катастрофа, произошедшая при попытке сесть в международном аэропорту города Кисангани. На борту находилось 112 пассажиров и 6 членов экипажа.

## Характер происшествия
Самолёт Boeing 727 выполнял рейс из города Гома в город Кисангани. Инцидент произошёл в международном аэропорту города Кисангани. Boeing 727 потерпел крушение в 15:00 по местному времени при посадке в плохих погодных условиях, пилот пытался посадить самолет, но не попал на взлётно-посадочную полосу.

## Жертвы и пострадавшие
Первоначально сообщалось, всего на борту «Боинга-727» было 112 человек, из которых 53 погибли. Позже информагентства со ссылкой на министерство транспорта ДР Конго распространили сообщения о 127 погибших и 51 выжившем при крушении самолета. Позже эта информация была опровергнута. Всего на борту самолёта, разбившегося 8 июля при посадке в аэропорту города Кисангани, находились 112 пассажиров и шесть членов экипажа. Более 40 человек, выживших в авиакатастрофе, находятся в местных больницах, сообщили в ночь на 10 июля представители Красного Креста.

## Расследование причин
Официальной версией причин происшедшего являются плохие погодные условия. Авиакомпания Hewa Bora стоит в «чёрном списке» Европейского союза. Её самолётам запрещено перевозить пассажиров стран Европейского Союза, так как авиакомпания не соблюдает международные стандарты безопасности.